# Bromelia lindevaldae
Espèce
Bromelia lindevaldae est une espèce de plantes tropicales de la famille des Bromeliaceae, endémique du Brésil et décrite en 2003.

## Distribution
L'espèce est endémique de l'État de Bahia au Brésil.

## Description
L'espèce est hémicryptophyte.